# Sydney Youngblood

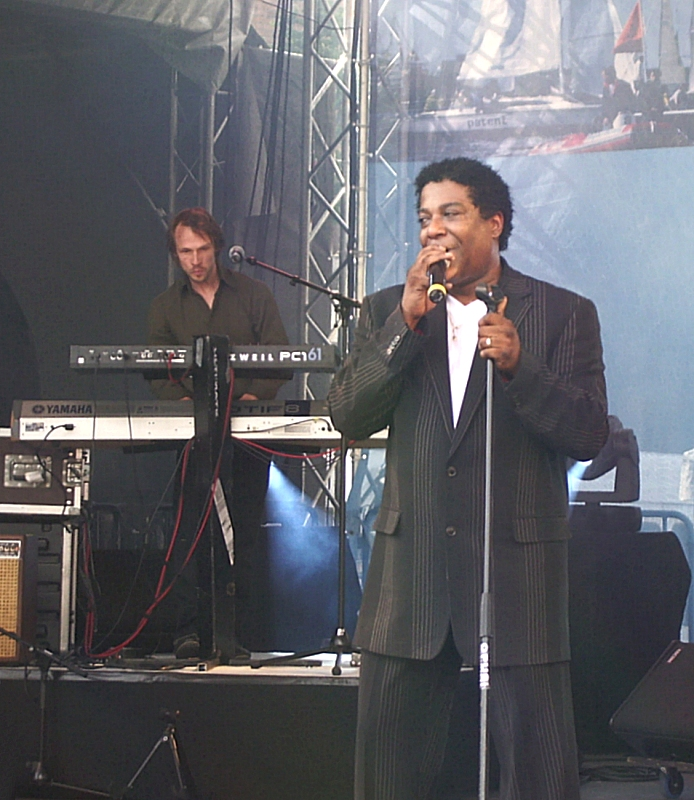
Sydney Youngblood beim Schleswig-Holstein-Tag in Neumünster 2008

Sydney Youngblood (* 2. Dezember 1960 in San Antonio, Texas, als Sydney Ford) ist ein in Deutschland lebender US-amerikanischer Soul-Sänger, der Ende der 1980er und Anfang der 1990er Jahre Erfolge in den internationalen Hitparaden feiern konnte. Seine indigene Großmutter gab ihm als Kleinkind die Bezeichnung „Youngblood“, die er seitdem als Pseudonym verwendet.

## Leben und Karriere
Bereits im Alter von sechs Jahren gewann Sydney Ford in San Antonio einen Talentwettbewerb und begeisterte sich so früh für die Musik. Mit 20 Jahren kam der Künstler nach Mannheim in Deutschland, wo er seinen Wehrdienst bei der US Army ableistete und später auch blieb. Hier gründete er zusammen mit anderen Musikern eine R&B-Band, die im Rhein-Neckar-Raum Bekanntheit erlangte, so dass ihm Ende der 1980er-Jahre ein Plattenvertrag als Solokünstler angeboten wurde.
Sein im Herbst 1989 erschienenes Debütalbum Feeling Free bescherte ihm den internationalen Durchbruch und die dazugehörende Reputation. Youngblood konnte 1989 mit den Single-Auskoppelungen If Only I Could und Sit and Wait weltweite Charterfolge feiern und mehrere Goldene Schallplatten gewinnen, kam aber in der Folgezeit nicht mehr an den Ruhm vergangener Zeiten heran, obwohl seine nachfolgenden Singles sich in den Charts platzieren konnten.
Nach über fünf Millionen verkauften Tonträgern ging Youngblood im Jahr 1997 in die Vereinigten Staaten zurück, da sein Bruder dort starb.
Im Januar 2018 war Youngblood Teilnehmer an der 12. Staffel der Reality-Show Ich bin ein Star – Holt mich hier raus!.
Im Herbst 2019 war er bei Das Supertalent zu sehen.
Youngblood hat eine Tochter.

## Diskografie

### Alben
| Jahr | Titel                                      | Höchstplatzierung, Gesamtwochen, AuszeichnungChartplatzierungen (Jahr, Titel, Platzierungen, Wochen, Auszeichnungen, Anmerkungen) | Höchstplatzierung, Gesamtwochen, AuszeichnungChartplatzierungen (Jahr, Titel, Platzierungen, Wochen, Auszeichnungen, Anmerkungen) | Höchstplatzierung, Gesamtwochen, AuszeichnungChartplatzierungen (Jahr, Titel, Platzierungen, Wochen, Auszeichnungen, Anmerkungen) | Höchstplatzierung, Gesamtwochen, AuszeichnungChartplatzierungen (Jahr, Titel, Platzierungen, Wochen, Auszeichnungen, Anmerkungen) | Höchstplatzierung, Gesamtwochen, AuszeichnungChartplatzierungen (Jahr, Titel, Platzierungen, Wochen, Auszeichnungen, Anmerkungen) | Höchstplatzierung, Gesamtwochen, AuszeichnungChartplatzierungen (Jahr, Titel, Platzierungen, Wochen, Auszeichnungen, Anmerkungen) | Anmerkungen                                                |
| Jahr | Titel                                      | DE | AT | CH | UK | US | R&B | Anmerkungen                                                |
| ---- | ------------------------------------------ | --- | --- | --- | --- | --- | --- | ---------------------------------------------------------- |
| 1989 | Feeling Free (EU) / Sydney Youngblood (US) | DE9 Gold · (35 Wo.)DE | AT7 (21 Wo.)AT | CH9 Gold · (16 Wo.)CH | UK23 Gold · (17 Wo.)UK | US185 (3 Wo.)US | R&B72 (5 Wo.)R&B | Erstveröffentlichung: Oktober 1989 Produzent: Claus Zundel |
| 1991 | Passion, Grace and Serious Bass …          | DE60 (4 Wo.)DE | AT40 (2 Wo.)AT | — | — | — | — | Erstveröffentlichung: August 1991 Produzent: Claus Zundel  |

Weitere Alben
- 1993: Just the Way It Is
- 1994: The Hat Won’t Fit
- 1994: Hooked on You: The Best Of (Kompilation)
- 2014: Black Magic
- 2018: Tonight

### Singles
| Jahr | Titel Album                                       | Höchstplatzierung, Gesamtwochen, AuszeichnungChartplatzierungen (Jahr, Titel, Album, Platzierungen, Wochen, Auszeichnungen, Anmerkungen) | Höchstplatzierung, Gesamtwochen, AuszeichnungChartplatzierungen (Jahr, Titel, Album, Platzierungen, Wochen, Auszeichnungen, Anmerkungen) | Höchstplatzierung, Gesamtwochen, AuszeichnungChartplatzierungen (Jahr, Titel, Album, Platzierungen, Wochen, Auszeichnungen, Anmerkungen) | Höchstplatzierung, Gesamtwochen, AuszeichnungChartplatzierungen (Jahr, Titel, Album, Platzierungen, Wochen, Auszeichnungen, Anmerkungen) | Höchstplatzierung, Gesamtwochen, AuszeichnungChartplatzierungen (Jahr, Titel, Album, Platzierungen, Wochen, Auszeichnungen, Anmerkungen) | Höchstplatzierung, Gesamtwochen, AuszeichnungChartplatzierungen (Jahr, Titel, Album, Platzierungen, Wochen, Auszeichnungen, Anmerkungen) | Anmerkungen |
| Jahr | Titel Album                                       | DE | AT | CH | UK | US | R&B | Anmerkungen |
| ---- | ------------------------------------------------- | --- | --- | --- | --- | --- | --- | --- |
| 1988 | Ain’t No Sunshine Feeling Free                    | — | — | — | UK78 (4 Wo.)UK | — | R&B51 (8 Wo.)R&B | Erstveröffentlichung: Juni 1988 Eintritt in die US-R&B-Charts erst im März 1991 Autor und Original: Bill Withers, 1971                                                                 |
| 1989 | If Only I Could Feeling Free                      | DE3 Gold · (28 Wo.)DE | AT3 Gold · (17 Wo.)AT | CH3 (17 Wo.)CH | UK3 Silber · (15 Wo.)UK | — | — | Erstveröffentlichung: August 1989 Autoren: Sydney Youngblood, Ralf Hamm, Markus Staab, Claus Zundel, enthält Samples aus Break 4 Love von Raze, 1988                                   |
| 1989 | Sit and Wait Feeling Free                         | DE2 (23 Wo.)DE | AT2 (14 Wo.)AT | CH6 (13 Wo.)CH | UK16 (8 Wo.)UK | — | — | Erstveröffentlichung: November 1989 Autoren: Sydney Youngblood, Ralf Hamm, Markus Staab, Claus Zundel, enthält Samples aus Gwen Guthries Hit Ain’t Nothin’ Goin’ On but the Rent, 1986 |
| 1990 | I’d Rather Go Blind Feeling Free                  | DE23 (15 Wo.)DE | — | — | UK44 (5 Wo.)UK | US46 (11 Wo.)US | R&B42 (11 Wo.)R&B | Erstveröffentlichung: März 1990 Autoren: Billy Foster, Ellington Jordan Original: Etta James, 1968                                                                                     |
| 1991 | Hooked on You Passion, Grace and Serious Bass …   | DE36 (14 Wo.)DE | — | CH27 (2 Wo.)CH | UK72 (2 Wo.)UK | — | — | Erstveröffentlichung: Juni 1991 Autoren: Sydney Youngblood, Ralf Hamm, Markus Staab, Claus Zundel                                                                                      |
| 1993 | Anything Just the Way It Is                       | DE51 (10 Wo.)DE | — | — | UK48 (2 Wo.)UK | — | — | Erstveröffentlichung: März 1993 Autoren: Sydney Youngblood, Ralf Hamm, Markus Staab, Claus Zundel                                                                                      |
| 1994 | So Good so Right (All I Can Do) The Hat Won’t Fit | DE91 (3 Wo.)DE | — | — | — | — | — | Erstveröffentlichung: Juni 1994 Autoren: The P ’n’ T Tribe of Soulsters |
| 2007 | If Only I Could (Remix) –                         | DE89 (1 Wo.)DE | — | — | — | — | — | Erstveröffentlichung: 17. März 2007 Tom Pulse vs. Sydney Youngblood |

Weitere Singles
- 1988: Congratulations
- 1991: Wherever You Go
- 1993: No Big Deal
- 1999: Christmas Song
- 2008: Aerobic Disco (Di Fumetti feat. Sydney Youngblood)
- 2013: If Only I Could 2013 (BK Duke Remix) (feat. Bruce Niederfeld und Markus S. Aka Supermercato)
- 2013: Sit and Wait 2013 (mit Jesse Ritch)
- 2017: Remixes 2017 (inkl. So Good so Right, I’d Rather Go Blind, Sit and Wait, If Only I Could)
- 2018: Let The Music Play